# Escape from Taliban
Escape from Taliban est un film indien de Bollywood réalisé par Ujjal Chattopadhyaya, sorti le 14 février 2003.
Escape from Taliban est l'adaptation de A Kabuliwala's Bengali Wife (2000), récit autobiographique de Sushmita Banerjee. Pour son interprétation Manisha Koirala remporte le Bengal Film Journalists' Association Awards de la meilleure actrice.

## Synopsis
À la fin des années 1980, Sushmita Banerjee, une jeune Indienne, épouse par amour un homme d'affaires afghan avec lequel elle part vivre dans un village proche de Kaboul. Elle y ouvre un petit dispensaire mais l'arrivée au pouvoir des Talibans rend sa vie de plus en plus insupportable et elle décide de s'enfuir.

## Distribution
- Manisha Koirala : Sushmita Bannerjee / Sayed Kamal
- Nawab Shah : Jaanbaz Khan
- Vineeta Malik : Abu
- Prithvi Zutshi : Dranai Chacha
- Alyy Khan : Abdul Malik (comme Aly Khan)
- Shoorveer Tyagi : Omar Abdullah
- Pritam Wadhwa : Farid Khan
- Ferozeh : Gulghutti
- Krupa Sindhwad : Tinni
- Vasundhara Zutshi : Sorina
- Hansika Motwani : Guncha

## Musique
- Aye Jaane Jaa interprétée par Udit Narayan, Kavita Krishnamurthy
- Titli Si Ud Chali interprétée par Alka Yagnik, Sana Aziz
- Jeete Hain Yahan interprétée par Sneha Pant et un chœur
- Kahan Se Aate Hain interprétée par Asha Bhosle
- Rimil Baba interprétée par Sadhana Sargam, Babul Supriyo et Sonu Nigam